# Anasyntormon secundus
Anasyntormon secundus är en tvåvingeart som beskrevs av Octave Parent 1932. Anasyntormon secundus ingår i släktet Anasyntormon och familjen styltflugor. Inga underarter finns listade i Catalogue of Life.